# Nathaniel Clyne
Nathaniel Edwin Clyne, född 5 april 1991 i Stockwell, är en engelsk fotbollsspelare (försvarare) som spelar för Crystal Palace.

## Klubbkarriär

### Crystal Palace
Clyne gjorde sin ligadebut för Crystal Palace den 18 oktober 2008 i en match mot Barnsley. Han skrev på ett treårskontrakt med Palace den 20 oktober 2008. Han gjorde sitt första mål i en 4–2-vinst över Reading den 8 december 2009.

### Southampton
Den 19 juli 2012 skrev Clyne på ett fyraårskontrakt med nyuppflyttade Premier League-klubben Southampton. Han debuterade för klubben den 19 augusti 2012 i en 3–2-förlust mot Manchester City på Etihad Stadium. Han gjorde sin hemmadebut den 25 augusti i en 2–0-förlust mot Wigan Athletic. Han gjorde sitt första mål i klubben den 22 september 2012 i en 4–1-hemmavinst över Aston Villa.

### Liverpool
Den 1 juli 2015, bekräftade Liverpool värvningen av Clyne för en övergångssumma på £12.5 miljoner. Den 4 januari 2019, lånades han ut ett halvt år till Bournemouth.

## Meriter

### Individuellt
- Crystal Palace Young Player of the Year: 2009, 2010
- Football League Young Player of the Year: 2010
- UEFA European Under-19 Championship Technical Selection: 2010
- Crystal Palace Player of the Year: 2011
- Football League Championship Player of the Month: October 2011
- PFA Football League Championship Team of the Year: 2011–12